# Myrmica dshungarica
Myrmica dshungarica (лат.) — вид мелких муравьёв рода Myrmica (подсемейство мирмицины). Горный эндемик Средней Азии.

## Распространение
Средняя Азия: Кыргызстан, Таджикистан, Узбекистан и Казахстан (горные участки, Джунгарский Алатау, Тянь-Шань, Памиро-Алай). Встречаются на высотах от 1600 до 3000 м, в Памиро-Алае — до 3600 м.

## Описание
Мелкие рыжевато-коричневые муравьи длиной около 5 мм с длинными шипиками заднегруди.  Усики 12-члениковые (у самцов 13-члениковые). Стебелёк между грудкой и брюшком состоит из двух члеников: петиолюса и постпетиолюса (последний четко отделен от брюшка), жало развито, куколки голые (без кокона). Брюшко гладкое и блестящее. Муравейники располагаются под землёй в горных лесах и кустарниках по долинам рек, в альпийских лугах. Брачный лёт самок и самцов происходит с августа по сентябрь.

## Систематика
Близок к симпатричным видам Myrmica juglandeti и Myrmica ferganensis из видовой группы Myrmica dshungarica-group, отличаясь от них более коротким и высоким петиолем, выпуклыми боками головы. Вид был впервые описан в 1905 году русским мирмекологом М. Д. Рузским под первоначальным названием Myrmica rugosa subsp. dshungarica Ruzsky, 1905. Видовое название M. dshungarica происходит от имени гор Джунгарский Алатау.